# Lisa Chambers

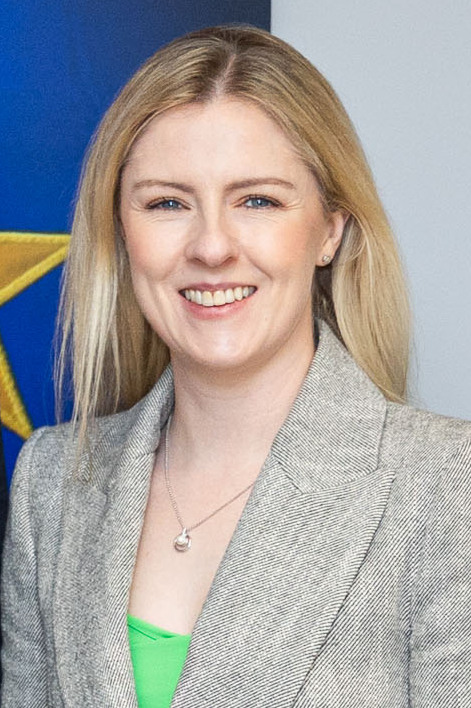
Lisa Chambers (2024)

Lisa Chambers (* 24. August 1986 in Castlebar, County Mayo) ist eine irische Politikerin und Rechtsanwältin. Sie gehörte von 2016 bis 2020 dem Dáil Éireann, dem Unterhaus des irischen Parlaments an. Von 2020 bis Januar 2025 war sie Mitglied des Seanad Éireann, des Oberhauses. 

## Leben
Lisa Chambers studierte an University of Galway Wirtschaft und Recht und erwarb dort auch ihren Abschluss. Einen Master im Wirtschaftsrecht hat sie am University College Dublin erworben. Nachfolgend schloss sie die Barristerausbildung am King’s Inns ab und wurde als Rechtsanwältin zugelassen. Bereits als Teenager trat sie in die Reserveeinheit der Irischen Streitkräfte ein. Mit der Wahl in den Dáil Éireann schied sie aus der Reserve mit dem Rang eines Second Lieutenant aus. 
2011 versuchte sie erstmals im Wahlkreis Mayo einen Sitz für die Fianna Fáil, der sie angehört, zu erreichen. Dabei scheiterte sie knapp. Stattdessen wurde sie 2014 in den Mayo County Council gewählt. Bei den Wahlen zum Dáil Éireann 2016 gelang ihr dann wiederum knapp der Einzug in den Dáil. Bei den Wahlen zum Dáil Éireann 2020 wurde sie allerdings nicht wiedergewählt.
2020 wurde sie allerdings in den Seanad Éireann auf der Kultur- und Bildungsliste gewählt und führte dort die Fianna Fáil-Fraktion an. Ab dem 17. Dezember 2022 war sie Chefin der Senatsmehrheit.
2024 kandidierte sie erfolglos bei der Europawahl 2024 im Wahlkreis Midlands–North-West. 
Im Januar 2025 schied sie aus dem Seanad Éireann aus. Sie wechselte in die Beraterfirma Consello.

## Privates
Lisa Chambers ist mit Jarlath Munnelly verheiratet, mit dem sie ein Kind hat.